# Кваме Бонсу
Кваме Бонсу (англ. Kwame Bonsu, нар. 25 вересня 1994) — ганський футболіст, півзахисник клубу «Есперанс» та національної збірної Гани.

## Клубна кар'єра
Народився 25 вересня 1994 року. Вихованець футбольної школи клубу «Харт оф Лайонс». Дорослу футбольну кар'єру розпочав 2012 року в основній команді того ж клубу, в якій провів один сезон, взявши участь у 22 матчах чемпіонату.
Влітку 2013 року перейшов на правах оренди до клубу четвертого шведського дивізіону «Русенгорд», де до кінця року забив 2 голи у 8 матчах чемпіонату, чис привернув увагу клубів вищого дивізіону країни і у листопаді 2013 року він підписав дворічний контракт з «М'єльбю», в якому провів півтора року. За підсумками сезону 2014 року його клуб покинув елітний дивізіон, втім ганець залишився в команді ще на півроку.
У липні 2015 року Бонсу підписав 2,5-річний контракт з «Єфле». Тренерським штабом нового клубу також розглядався як гравець «основи», але за підсумками сезону 2016 року і ця команда покинула Аллсвенскан і Кваме знову змушений був грати у другому дивізіоні.
У червні 2017 року Бонсу засудили до двох років в'язниці та подальшої депортації за насильство та зґвалтування своєї шведською дружини. Вирок був зменшений за апеляцією, але гравець все-таки провів у в'язниці одинадцять місяців і був звільнений у липні 2018 року, після чого покинув країну.
У жовтні 2018 року Бонсу підписав трирічний контракт з ганським клубом «Асанте Котоко», але провів у команді менше року і вже у липні 2019 року підписав чотирирічний контракт з туніським «Есперансом» і в тому ж році поїхав з нею на домашній Клубний чемпіонат світу, де «Есперанс» став п'ятим з семи команд, а ганець зіграв в обох матчах своєї команди. Станом на 12 грудня 2019 року відіграв за команду зі столиці Тунісу 6 матчів в національному чемпіонаті.

## Виступи за збірну
26 березня 2019 року дебютував в офіційних матчах у складі національної збірної Гани в товариському матчі проти Мавританії (3:1), вийшовши на заміну на 66-ій хвилині, замість Альфреда Дункана.
| Дата      | Місто | Господарі | Результат | Гості      | Турнір           | Голи | Примітки |
| --------- | ----- | --------- | --------- | ---------- | ---------------- | ---- | -------- |
| 26-3-2019 | Аккра | Гана      | 3 – 1     | Мавританія | товариський матч | -    | 66'      |
| Усього    |       | Матчів    | 1         |            | Голів            | 0    |          |